# 허츠 아레나
허츠 아레나(영어: Hertz Arena)는 미국 플로리다주 에스테로에 위치한 실내 경기장이다. 과거 D-리그 플로리다 플레임의 홈경기장으로 사용했으면, 현재 ECHL 플로리다 에버블레이즈의 홈경기장으로 사용되고 있다.